# Sacra Famiglia di Parte Guelfa
La Sacra Famiglia di Parte Guelfa è un dipinto a tempera su tavola (diam 124 cm) di Luca Signorelli, databile al 1490 circa e conservato nella Galleria degli Uffizi a Firenze.

## Storia
L'opera venne dipinta per il Palagio di Parte Guelfa di Firenze e fu una delle prime prove dell'artista sul tema del tondo contenente una Sacra Famiglia o una Madonna col Bambino. È citata dal Vasari.
Già collocata nella Camera della Comunità (o Sala delle Udienze), con un'autorizzazione dell'anno 1800 venne consentito il suo trasferimento agli Uffizi, effettivamente eseguito il 27 gennaio 1802.
Il dipinto è stato restaurato nel 2000.

## Descrizione e stile
Si tratta di uno dei migliori tondi usciti dalla mano dell'artista. La Madonna è disposta trasversalmente, intenta a leggere un libro, mentre un altro volume si trova a terra aperto. Dietro di lei il Bambino fa un gesto come di sorpresa alzando la mano e girandosi verso san Giuseppe, che si trova dietro inginocchiato e con le mani incrociate sul petto, in posizione di adorazione del figlioccio. Egli indossa un panno rigato a mo' di sciarpa, che doveva essere un accessorio in voga, come dimostra la sua presenza in numerose opere di maestri dell'epoca. Il suo incarnato è particolarmente cinerino. La forte modulazione chiaroscurale dei colori sbalza le figure dando loro un rilievo quasi scultoreo, che sembra proiettarli al di fuori del dipinto, verso lo spettatore. Scarpellini scrisse: «Le figure sono enormi per lo spazio in cui sono racchiuse e sembra veramente che Luca abbia voluto suggerire l'idea di quel loro sfondare la cornice, spezzare i confini fisici dell'ambiente».
Tale esibizione programmatica di energia dovette suggestionare il giovane Michelangelo, che la sviluppò poi in altre opere. In particolare il tondo è stato segnalato come modello più vicino al Tondo Doni, anche se non si può parlare di una vera e propria derivazione tra le due opere per le sostanziali differenze di ispirazione.
Alcuni dettagli rimandano a un'ampia gamma di suggestioni che, come tipico in Signorelli, venivano di volta in volta riadattate alle esigenze delle sue opere, come in una sorta di repertorio ad ampio spettro. La testa reclinata di Giuseppe infatti ricorda quella dei pastori nel Trittico Portinari di Hugo van der Goes, mentre la delicata consistenza dei capelli di Maria o del Bambino testimoniano un vivo naturalismo, derivato dal suo maestro Piero della Francesca; la sciarpa a righe colorate di Giuseppe si trova in numerose opere degli ultimi anni del Quattrocento, compresa la Flagellazione di Signorelli stesso.
A sinistra si intravede un piccolo brano di paesaggio, con alcuni viandanti che si incamminano lungo una strada verso un castello.